# Falso profeta

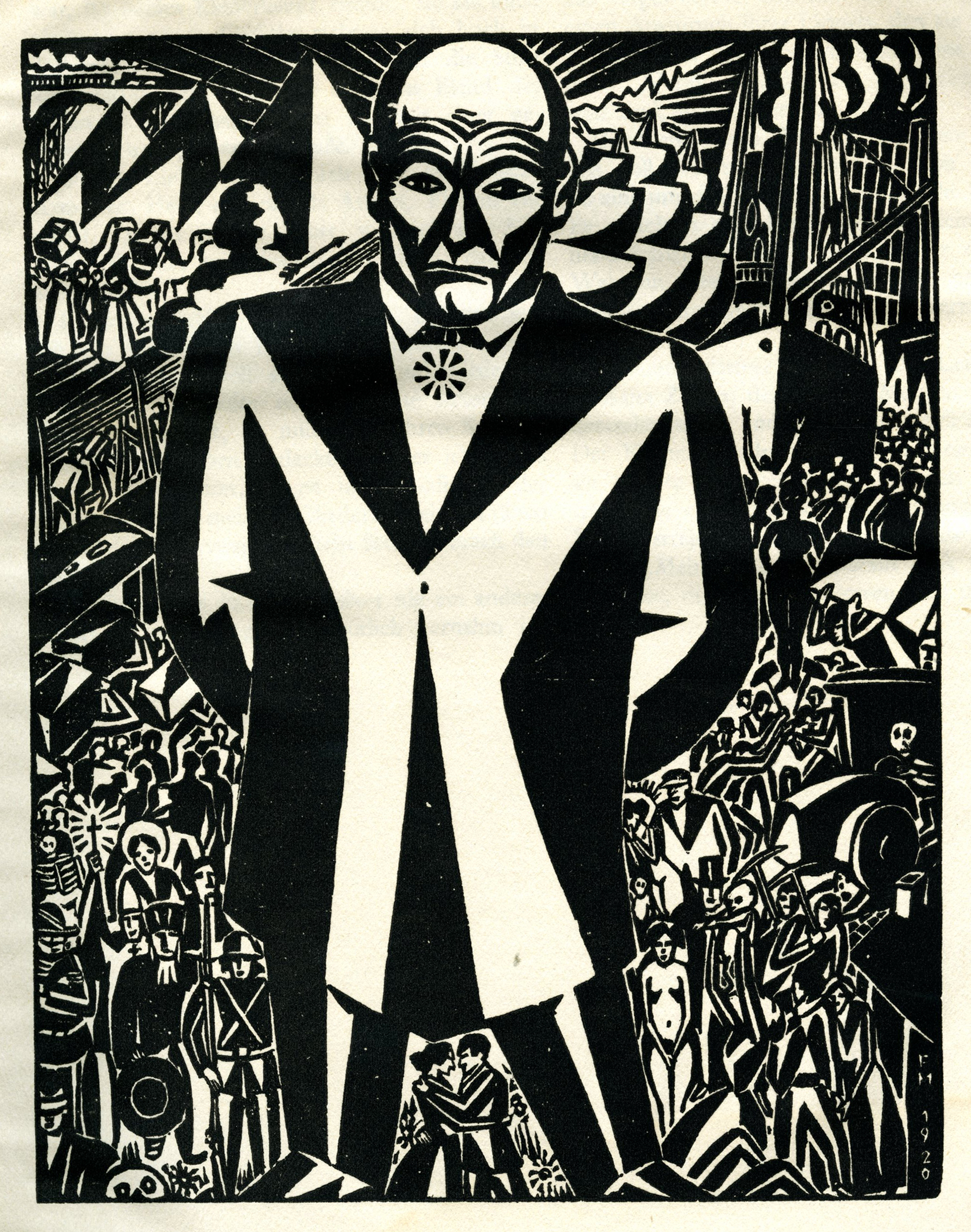
El falso profeta del Apocalipsis es descrito con cualidades demoníacas

Un falso profeta o pseudoprofeta en la creencia religiosa, es aquel individuo que ilegítimamente finge cualidades de profecía o se proclama poseedor o receptor de determinados dones divinos, sin realmente poseerlos. 
Los falsos profetas se consideran aquellos que se proclaman poseedores de un falso don de carácter profético, o bien, a un falso carisma, una falsa imagen pública o apariencia que utilizan para fines ocultos que pueden ser demagógicos, demoníacos, políticos, u otros intereses lucrativos, económicos, personales, etc. 
Esta palabra también llega a usarse en el lenguaje coloquial para referirse a un farsante o simulador que se hace pasar por una persona buena, cuando en realidad, esconde motivos maliciosos e ilegítimos.

## En el cristianismo

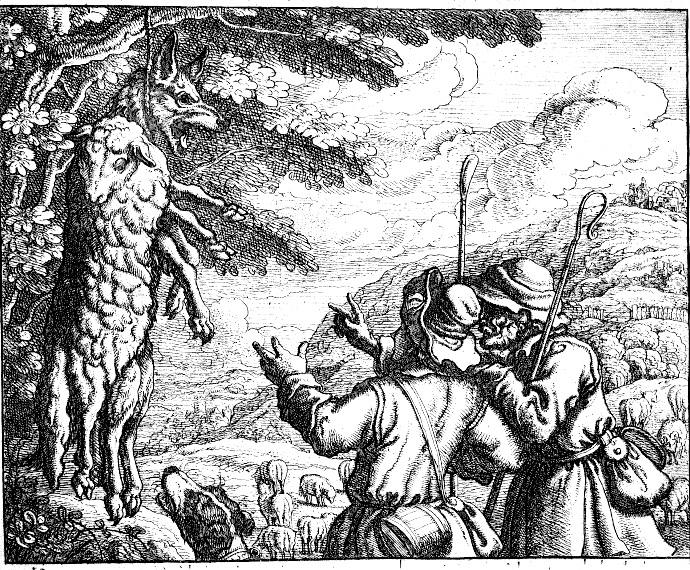
Según la Biblia, Jesucristo advirtió sobre la futura aparición de falsos profetas que serían como «lobos vestidos de ovejas».

En la Biblia, tanto en el Antiguo Testamento, como en el Nuevo Testamento, hay advertencias proféticas sobre personas que se harían pasar tanto por falsos profetas o por falsos Mesías (falsos salvadores), y hay numerosas advertencias y exhortaciones a los creyentes para estar atentos al respecto. Los siguientes versos son palabras que Jesucristo dio en el Sermón del Monte:

"También guardaos de los falsos profetas, que vienen a vosotros con vestidos de ovejas, mas de dentro son lobos rapaces. Por sus frutos los conoceréis. ¿Se recogen uvas de los espinos, o higos de los abrojos?  De esta manera, todo buen árbol lleva buenos frutos; mas el árbol podrido lleva malos frutos.  No puede el buen árbol llevar malos frutos, ni el árbol podrido llevar frutos buenos. Todo árbol que no lleva buen fruto, se corta y se echa en el fuego. Así que, por sus frutos los conoceréis."
Mateo 7:15-20Sagradas Escrituras (1569)

El Nuevo Testamento trata el mismo tema del falso profeta de diferenciar correctamente entre los profetas falsos y verdaderos. Jesús predijo la futura aparición de falsos profetas y falsos Mesías, afirmando que los mismos harían grandes señales y milagros, y engañaría a muchas personas. Los versos siguientes son del Discurso en el Monte de los Olivos:

"Mirad que nadie os engañe. Porque vendrán muchos en mi nombre, diciendo: Yo soy el Cristo; y a muchos engañarán. Y oiréis guerras, y rumores de guerras; mirad que no os turbéis; porque es necesario que todo esto acontezca; mas aún no es el fin. Porque se levantará nación contra nación, y reino contra reino; y habrá pestilencias, y hambres, y terremotos por los lugares. Y todas estas cosas, principio de dolores. Entonces os entregarán para ser afligidos, y os matarán; y seréis aborrecidos de todas las naciones por causa de mi nombre. Muchos entonces serán escandalizados; y se entregarán unos a otros, y unos a otros se aborrecerán. Y muchos falsos profetas se levantarán y engañarán a muchos. Y por haberse multiplicado la maldad, la caridad de muchos se enfriará. Mas el que perseverare hasta el fin, éste será salvo. 14 Y será predicado este Evangelio del Reino en el mundo entero, por testimonio a todas las naciones; y entonces vendrá el fin."
 Mateo 24:5-14, Sagradas Escrituras (1569).

El la Segunda Carta a los Corintios, se describe a los falsos profetas como ministros de Satanás que se disfrazan como apóstoles de Cristo:

"Porque estos falsos apóstoles, son obreros fraudulentos, transfigurándose en apóstoles de Cristo. Y no es maravilla, porque el mismo Satanás se transfigura en ángel de luz. Así que, no es mucho si sus ministros se transfiguran como ministros de justicia; cuyo fin será conforme a sus obras."
 2 Corintios 11:13-15

En este sentido, Lucifer y su ejército de demonios también son descritos como falsos profetas.
En el Evangelio de Lucas, Jesús llevó a cabo una explicación moral hacia sus discípulos utilizando la analogía de los falsos profetas en el Antiguo Testamento:

"¡Ay de vosotros, cuando todos los hombres dijeren bien de vosotros! Porque así hacían sus padres a los falsos profetas."
 (Lucas 6:26 Sagradas Escrituras (1569).

En los Hechos de los Apóstoles, Pablo y Bernabé se encontraron con un falso profeta llamado  Elimas Bar-Jesús en la isla de Chipre.

"Y ellos, enviados por el Espíritu Santo, descendieron a Seleucia; y de allí navegaron a Chipre. Y llegados a Salamina, anunciaban la palabra de Dios en las sinagogas de los judíos; y tenían también a Juan como asistente. Y habiendo atravesado toda la isla hasta Pafos, hallaron un hombre sabio, falso profeta, judío, llamado Barjesús; el cual estaba con el procónsul Sergio Paulo, varón prudente. Este, llamando a Bernabé y a Saulo, deseaba oír la Palabra de Dios. Pero les resistía Elimas, el sabio (que así se interpreta su nombre), procurando apartar de la fe al procónsul. Entonces Saulo, que también es Pablo, lleno del Espíritu Santo, poniendo en él los ojos, dijo: Oh, lleno de todo engaño y de todo libertinaje, hijo del diablo, enemigo de justicia, ¿no cesarás de trastornar los caminos rectos del Señor? Ahora pues, he aquí la mano del Señor está contra ti, y serás ciego, y no veas el sol por algún tiempo. Y luego cayeron en él obscuridad y tinieblas; y andando alrededor, buscaba quién le diese la mano."
 Hechos 13:4-11 Sagradas Escrituras (1569).

Esta historia se adapta en línea a la descripción que se encuentra en Deuteronomio. La pretensión en la historia es que Elimas está tratando de desviar Sergio Pablo de la verdadera fe, al igual que el falso profeta que se describe en los versículos anteriores..
En la Segunda Epístola de Pedro se hace una comparación entre los falsos maestros y los falsos profetas, y cómo los primeros traerían falsas enseñanzas, al igual que los falsos profetas de la antigüedad:

"Pero hubo también falsos profetas en el pueblo, como habrá entre vosotros falsos maestros, que introducirán encubiertamente sectas de perdición, y negarán al Señor que los rescató, atrayendo sobre sí mismos perdición acelerada. Y muchos seguirán sus perdiciones, por los cuales el camino de la verdad será blasfemado; y por avaricia harán mercadería de vosotros con palabras fingidas, sobre los cuales la condenación ya de largo tiempo no se tarda, y su perdición no se duerme"
 2 Pedro2:1-3 Sagradas Escrituras (1569).

Un falso profeta cuya descripción destaca en el Nuevo Testamento es mencionado en el Libro de Apocalipsis, el cual, según la profecía, será agente de la Bestia del Apocalipsis y aliado del Anticristo o Satanás. a quienes se les describe siendo juntamente echados al "lago de fuego y azufre" en el fin de los tiempos. 
La figura del Falso Profeta es uno de los mayores misterios de la escatología.

## En el judaísmo
En el judaísmo, se considera que Jesús fue el más influyente y, en consecuencia, el más dañino de todos los falsos profetas. Dado que la creencia judía tradicional es que el mesías aún no ha llegado y que la era mesiánica aún no está presente, el rechazo total de Jesús como mesías o deidad.
El judaísmo nunca ha aceptado ninguno de los supuestos cumplimientos de profecía que el cristianismo atribuye a Jesús. El judaísmo también prohíbe la adoración de una persona como una forma de idolatría, ya que la creencia central del judaísmo es la unidad absoluta y la singularidad de Dios. La escatología judía sostiene que la venida del Mesías se asociará con una serie específica de eventos que aún no han ocurrido, incluido el regreso de los judíos a su tierra natal, la reconstrucción del Templo de Jerusalén, una era mesiánica de paz y comprensión durante que "el conocimiento de Dios" llena la tierra. Dado que los judíos creen que ninguno de estos eventos ocurrió durante la vida de Jesús (ni ocurrieron después), se considera que él no era el Mesías.